# Амінеїт
Амінеїт — перший визнаний мінерал, що містить аміногрупи. 

## Загальний опис
Формула мінералу — {\displaystyle {\ce {CuCl2(NH3)2}}}. Мінерал хімічно чистий. Його було знайдено в родовищі гуано в Чилі. На тому ж місці пізніше були знайдені й інші мінерали, що містять аміногрупи:
- Чанабаяїт, {\displaystyle {\ce {CuCl(N3C2H2)(NH3)*0,25H2O}}} (альтернативна формула), триазолятний мінерал
- Джоаннеуміт, {\displaystyle {\ce {Cu(C3N3O3H2)2(NH3)2}}}, ізоціануратний мінерал
- Шиловіт, {\displaystyle {\ce {Cu(NH3)4(NO3)2}}}

## Кристалічна структура
Характерними особливостями структури амінеїту є:
- шари транс-форми мідного комплексу, паралельні (001), з'єднані зв'язками Cu-Cl
- присутність спотвореного октаедра {\displaystyle {\ce {CuN2Cl4}}} (координація [4+2])
- спільні ребра октаедрів створюють зигзагоподібні ланцюги вздовж напрямку [001]
- водневі зв'язки між атомами {\displaystyle {\ce {NH3}}} та {\displaystyle {\ce {Cl}}}

## Асоційовані мінерали
Амінеїт асоціюється з атакамітом, дарапскітом, галітом та нашатирем.

## Походження
Амінеїт, як вважається, утворився в результаті взаємодії більш раннього мідного мінералу, ймовірно, з плутонічної породи, з аміаком у гуано. Аміак може утворюватися в результаті розкладання таких сполук, як сечовина або сечова кислота.